# Llau del Pletiu Vell
La llau del Pletiu Vell és una llau del terme de Conca de Dalt, al Pallars Jussà, dins de l'antic terme d'Hortoneda de la Conca, en l'àmbit de l'antic poble d'Herba-savina.
S'origina a la Pleta de les Barres, des d'on davalla cap al sud fent un arc cap a ponent, i, després de passar el Planell del Grau, davalla fortament per tal d'abocar-se en la llau de la Pleta de les Barres a ponent d'Enquitllar.